# Технологическая долина МГУ
Технологическая долина МГУ (Научно-технологическая долина МГУ «Воробьёвы горы») — проект инновационного научно-исследовательского и образовательного комплекса на базе кампуса Московского Государственного Университета им. Ломоносова. Основу проекта научно-технологической долины МГУ составляют семь научных направлений, каждое из которых предполагается выделить в отдельный кластер. Главной целью проекта является разработка и внедрение востребованных бизнесом технологий, а также удержание и привлечение высококвалифицированных специалистов.
Над концепцией долины работают 80 экспертов и структурное подразделение МГУ — «Центр национального интеллектуального резерва». ЦНИР работает под брендом «Иннопрактика» и занимается функциональной концепцией технологической долины МГУ.
Согласно проекту планировки, долина займет территорию между Ломоносовским проспектом, проспектом Вернадского и жилыми кварталами на Мичуринском проспекте и улице Удальцова. На территории в 100 гектаров расположатся кафедры, лаборатории, опытные производства и конструкторские бюро, где создадут все условия для работы ученых. Так же здесь будут размещены площадки общеуниверситетского и социокультурного назначения: музейные пространства, концертные залы и спортивный комплекс, доступные для всех жителей Москвы.
В научно-технологическую долину МГУ также войдут построенные ранее:
- Шуваловский и Ломоносовский корпуса МГУ;
- медицинский центр;
- Интеллектуальный центр — Фундаментальная библиотека МГУ[1].

## Цели и задачи
- Налаживание взаимодействия науки и бизнеса. Реализация возможности воплощения результатов работы ученых в технологии и доведение их до образцов, готовых к серийному производству. Коммерциализация научных разработок.
- Увеличение количества иностранных студентов в МГУ[5].
- Возврат российских ученых из-за рубежа.
- Повышение престижа науки и её вклада в развитие бизнеса в России.

## Кластеры
- Биомедицинский кластер с сертифицированным виварием, лабораторией прототипирования, испытаний лекарственных средств и национальное криогенное хранилище клеток живых существ «Ноев ковчег». В депозитарии будут созданы условия для хранения различного клеточного материала, который может затем репродуцироваться[6].
- Кластер нанотехнологий и новых материалов с отдельным сервисом «чистых» комнат, лабораторией по созданию наномашин.
- Кластер информационных технологий, математического моделирования и высокопроизводительных вычислений. Вероятно, основу этого направления составит суперкомпьютер «Ломоносов» — один из самых мощных унивеситетских суперкомпьютеров в мире[2].
- Кластер робототехники, технологий специального назначения и машинного инжиниринга, технологий энергосбережения и эффективного хранения энергии.
- Кластер исследований космоса с центром оперативного космического мониторинга и мониторинга астероидной опасности. Основой этого кластера станет проект сети роботов-телескопов МАСТЕР, созданный профессором МГУ Владимиром Липуновым[2].
- Кластер наук о Земле и экологических проектов специализирующийся на изучении и использовании земельных ресурсов, создании новых технологий изыскания и промышленного использования нефтегазового сырья, в частности в труднодоступных областях Арктики, Сибири и Дальнего Востока.
- Кластер междисциплинарных гуманитарных исследований, когнитивных наук. Его задачей будет научная экспертиза и популяризация науки. В этом направлении будут заняты философы, политологи, психологи, журналисты, социологи и юристы[2].

## Инфраструктура
Научно-технологическая долина будет открытой территорией, интегрированной в городскую среду. Значительные площади в новом проекте отводятся под лаборатории и научные центры. На территории кампуса, планируется возвести объекты, в которых расположатся междисциплинарные научно-исследовательские, инновационные и образовательные кластеры.
Также в долине будет располагаться открытая коммуникационная площадка с музейным пространством, трансформируемым многофункциональным залом, залами для конференций, сооружениями для спорта и отдыха. Помимо научных центров в долине откроют школу для одарённых детей.
В долине разместятся бизнес-инкубаторы и представители крупнейших российских инвесторов. Планируется открыть центры так называемых трансляционных исследований, которые займутся переводом достижений фундаментальной науки на язык, понятный для бизнеса, и облегчат коммерциализацию открытий.
Вместе с тем, на территории планируется разместить жилую недвижимость общей площадью квартир около 190 тыс. м², включая жилье для преподавателей, профессуры, студентов и аспирантов и гостей Университета.
Были построены и открыты станции метро «Ломоносовский проспект», «Раменки», «Мичуринский проспект» и «Мичуринский проспект БКЛ». Появится новая улица, соединяющая Мичуринский проспект с проспектом Вернадского, и будет проведена реконструкция Раменского бульвара. Будет организовано движение наземного общественного транспорта, создана сеть пешеходных, велосипедных, автомобильных дорог. Логистика на территории кампуса предполагает использование современных градостроительных принципов, встраивающих городскую среду в природный̆ ландшафт.
В проект комплекса включены обширные зоны озеленения. Разработана специальная система природных насаждений из коллекции заповедных растений садов МГУ для создания более 20 гектаров новых благоустроенных парков и скверов.

## Финансирование
Стоимость всего проекта была утверждения Градостроительно-земельной комиссией при мэре Москвы и составляет 149,9 млрд руб. Из них затраты города — 3,9 млрд руб., остальное планируется расходовать из средств инвесторов. Предположительно, основная часть инвесторов входит в попечительский совет МГУ. Председателем совета является президент России Владимир Путин, а среди его членов значатся председатель совета директоров «АльфаСтрахования» Пётр Авен, глава «РуссНефти» Михаил Гуцериев, президент «Русала» Олег Дерипаска, гендиректор Российского фонда прямых инвестиций Кирилл Дмитриев, президент — председатель правления ВТБ Андрей Костин, председатель правления «Газпрома» Алексей Миллер.
Финансированием строительства может заняться «Интеко», а её научной деятельностью — «Росатом», «Ростехнологии» и «Роснефть». Над концепцией проекта работает фонд «Национальное интеллектуальное развитие», директором которого является Екатерина Тихонова.

## Строительство
26 января 2021 года началось строительство Технологической долины МГУ. В то же время ведётся вывоз строительного мусора с площадки и геологоразведочные работы.
1 июля 2021 года завершилось строительство подземной части первого корпуса Долины МГУ.
12 июля 2021 года начато строительство ещё двух корпусов долины.
25 января 2023 года открылся первый кластер «Ломоносов». В церемонии открытия приняли участие Президент России Владимир Путин и Мэр Москвы Сергей Собянин.

## Критика

### Протест жителей Раменок
Инициативные группы жителей Раменок в 2015 году дважды обращались в прокуратуру города Москвы с заявлением о нарушении законодательства в связи с планируемым возведением технологической долины МГУ. Считается, что проект противоречит Генплану Москвы 2010 года, а агитация и сбор подписей в поддержку проекта проходят не в указанный в законе срок. В связи с этим заявители требовали отменить или перенести публичные слушания, которые были намечены на 16 июля 2015 года, до проведения прокурорской проверки.
Протест жителей был связан с планом застройки зон, отведённых по Генплану под размещение скверов и парков. Однако, по оценке прокуратуры, данные заявления не были достаточными для переноса или отмены публичных слушаний, которые состоялись в назначенную дату.

### Сравнение со Сколково
Новость о проекте новой технологической долины вызвала критику со стороны общества. Основой для неё стал нереализованный проект долины Сколково, на который государством был выделен значительный бюджет. Проект «Воробьёвых гор» заочно приобрел название «Второе Сколково».
Однако некоторые эксперты воздерживаются от такой оценки проекта долины. В частности, российский экономист, декан экономического факультета МГУ им. М. В. Ломоносова Александр Аузан рассматривает её как самостоятельный проект, в основе которого лежит стремление создать несырьевой драйвер российской экономики. По его мнению, принципиальным отличием долины от Сколково является модель, лежащая в её основе. Научно-технологическая долина МГУ строится на уже имеющемся ресурсе — научных мощностях МГУ и бюджете госкорпораций. Крупнейшие российские компании, многие из руководителей которых числятся в попечительском совете МГУ, обязуются открыть в «Воробьёвых горах» от 15 до 30 инжиниринговых центров, где будут решать свои задачи с помощью молодых учёных и студентов университета.